# Asma bint Marwan
Asmā bint Marwān (arabisk: عصماء بنت مروان, "'Asmā, datter af Marwān") var en kvindelig digter, der boede i Hijaz i middelalderens Arabien.
Ifølge en beretning i Ibn Ishaqs "Sirat Rasul Allah" (på dansk: "Biografien om Guds profet") blev hun dræbt efter ordre fra den Islamiske profet Muhammad, fordi hun havde skrevet et digt, der kritiserede ham.
Digte var et almindeligt redskab i den politiske debat i middelalderens arabiske samfund. Ifølge beretningen skrev Asma et digt, der anklagede Muhammad for drabet på en anden digter, Abu Afak. Da Muhammad hørte digtet, beordrede han, at Asma skulle dræbes. Snigmorderen, der udførte ordren, dræbte Asma med knive, mens hun lå og sov ved siden af sine børn.

## Autencitet
Ibn Ishaqs "Sirat Rasul Allah" betragtes ikke som en autoritær kilde på linje med hadith-samlingerne af Bukhari og Muslim. Dette er tilfældet, selvom Ishaqs biografi om Mohammad er den tidligste, der eksisterer. Årsagen er, at hans beretninger ikke inkluderer en såkaldt "isnad", altså en beskrivelse af kæden af overleveringer.[kilde mangler]